# Donald Anderson
Donald Anderson (conosciuto anche come Sigint) è un personaggio immaginario dell'universo di Metal Gear. Fa la sua prima comparsa in Metal Gear Solid con il nome di Donald Anderson, direttore della DARPA, che Snake deve salvare dalla sua prigionia a Shadow Moses. Appare in numerosi capitoli.

## Biografia
Donald Anderson nasce l'11 novembre 1939 a Nashville, Tennessee. È alto 1,84 cm e pesa 77 kg, ha occhi castani, è calvo (ma in Metal Gear Solid risulta avere capelli neri), di gruppo sanguigno 0 e ha 20/16 di vista. La sua famiglia è composta dai genitori e una sorella. Fra le altre informazioni che si possono leggere fra le schede dei personaggi in Metal Gear Solid 3 durante le chiamate radio, il suo hobby è il basket, i computer sono la tecnologia di suo maggior interesse, i suoi animali preferiti sono i gatti, la sua bevanda preferita è la birra, il suo cibo preferito le Buffalo wings, mentre quello che non gli piace è il fish and chips.
In Metal Gear Solid 3: Snake Eater, Anderson è Sigint, che appare in un secondo momento proprio all'inizio della missione di Big Boss, ovvero l'operazione Snake Eater. Sigint non è proprio un personaggio importante nella storia, ma sarà utile in alcune occasioni tramite la sua frequenza radio 148.41. Sigint indicherà al giocatore i vari usi delle mimetiche e la descrizione fondamentale sull'uso delle armi del gioco. Al termine del gioco, Sigint si congratulerà con Big Boss per il compimento della missione.
In Metal Gear Solid: Portable Ops Sigint ha la stessa funzione di MGS3, ma stavolta appare all'inizio del gioco subito pronto ad aiutare Big Boss.
In Metal Gear Solid: Peace Walker assume il controllo dei Patriots.
In Metal Gear Solid V: The Phantom Pain viene citato in numerose audiocassette.
In Metal Gear Solid, Sigint (adesso chiamato Donald Anderson) viene rapito dalla nuova FOXHOUND e portato sull'isola di Shadow Moses.
Solid Snake viene mandato da un ex membro di FOXHOUND, il colonnello Roy Campbell, a salvarlo dalla prigionia. Una volta ritrovato da Snake, Anderson informa lo stesso circa delle informazioni riguardanti un'arma di distruzione di massa, ovvero il Metal Gear, per distruggere il quale occorrono delle card, di cui sono in possesso lo stesso Sigint e il direttore della ArmsTech. Mentre stanno per uscire dalla cella dopo il discorso, Anderson viene colpito da un malore e muore.
Solo più tardi si scoprirà che Donald Anderson era in realtà un membro della FOXHOUND, ovvero Decoy Octopus, maestro del travestimento che, proprio per travestirsi, assorbiva persino il sangue delle persone per sembrare identico alle stesse; avendo assorbito il sangue di Donald Anderson, Octopus viene contagiato dall'incurabile FOXDIE e muore a causa di questo. Durante il gioco Snake trova nella sua cella (mentre è in prigione dopo le torture di Revolver Ocelot) il corpo del vero direttore della DARPA, morto sotto le torture dello stesso Ocelot e con vistosi segni di avanzata decomposizione sul corpo.
In Metal Gear Solid 4: Guns of the Patriots Anderson appare solo tramite fotografie, sia come Anderson sia come Sigint, dove si scopre che era un membro fondatore dei Patriots insieme a Big Boss, Para-Medic, Revolver Ocelot, EVA e il Maggiore Zero, il loro capo.